# Bogucin Mały
Bogucin Mały – wieś w Polsce położona w województwie małopolskim, w powiecie olkuskim, w gminie Olkusz.
W latach 1975–1998 miejscowość administracyjnie należała do województwa katowickiego.
Nazwa wsi pochodzi od sokolnika Boguty, który dostał te tereny pod opiekę od właścicieli Rabsztyna najprawdopodobniej w XIV w.
Na Górze Syborowej (445,7 m n.p.m.) nieopodal Bogucina Małego znajduje się kolisty zespół 14 wapiennych skałek, zaliczany do pomników przyrody nieożywionej, jest zbudowana z wapieni jurajskich z rozwiniętymi zjawiskami krasowymi.

## Klimat
Charakterystyczny dla Wyżyny Krakowsko-Częstochowskiej. Pokrywa śnieżna zalega tu przez 80 dni w roku, a od kwietnia do września trwają okresy burzowe. Roczne sumy opadów mieszczą się w granicach 650–700 mm i są nieco wyższe niż w rejonach przyległych, a średnie temperatury niższe o od 0,5 do 1,0 °C. Średnia temperatura latem wynosi 19 °C, zaś zimą -3 °C.

## Sport i rekreacja
Na terenie Bogucina Małego funkcjonuje zespół sportowy ULKS Grafit które początki sięgają 2001 roku. W roku 2010 obiekt sportowy klubu przeszedł modernizację w postaci założenia sztucznego oświetlenia nad boiskami do koszykówki i piłki nożnej oraz zaprojektowano i zrealizowano system odprowadzania wody deszczowej z altany przy boiskach. Corocznie, począwszy od 2007 roku w ostatnia sobotę lipca w Bogucinie Małym organizowany jest "Dzień Ziemniaka" mający na celu propagować zdrowy tryb życia.